# Liste der Biografien/Steinw
Liste der Biografien |
Portal Biografien |
Personensuche
# |
A |
B |
C |
D |
E |
F |
G |
H |
I |
J |
K |
L |
M |
N |
O |
P |
Q |
R |
S |
T |
U |
V |
W |
X |
Y |
Z |
?
 
Sa |
Sb |
Sc |
Sd |
Se |
Sf |
Sg |
Sh |
Si |
Sj |
Sk |
Sl |
Sm |
Sn |
So |
Sp |
Sq |
Sr |
Ss |
St |
Su |
Sv |
Sw |
Sy |
Sz
 
Sta |
Ste |
Sth |
Sti |
Stj |
Stl |
Sto |
Str |
Sts |
Stt |
Stu |
Stv |
Stw |
Sty
 
Stea |
Steb |
Stec |
Sted |
Stee |
Stef |
Steg |
Steh |
Stei |
Stej |
Stek |
Stel |
Stem |
Sten |
Steo |
Step |
Ster |
Stes |
Stet |
Steu |
Stev |
Stew |
Stey |
Stez
 
Steib |
Steic |
Steid |
Steie |
Steif |
Steig |
Steij |
Steik |
Steil |
Steim |
Stein |
Steio |
Steir |
Steis |
Steit |
Steiw |
Steix
 
Steina |
Steinb |
Steinc |
Steind |
Steine |
Steinf |
Steing |
Steinh |
Steini |
Steink |
Steinl |
Steinm |
Steinn |
Steino |
Steinp |
Steinr |
Steins |
Steint |
Steinu |
Steinv |
Steinw
Die Liste der Biografien führt alle Personen auf, die in der deutschsprachigen Wikipedia einen Artikel haben. Dieses ist eine Teilliste mit 57 Einträgen von Personen, deren Namen mit den Buchstaben „Steinw“ beginnt.

## Steinw

### Steinwa
- Steinwachs, Albrecht (1934–2012), deutscher evangelischer Geistlicher und Historiker
- Steinwachs, Ginka (* 1942), deutsche Schriftstellerin
- Steinwachs, Otto (1882–1977), deutscher Weihbischof der Altkatholischen Kirche in Deutschland
- Steinwall, Dudley Lincoln (* 1974), sri-lankischer Fußballspieler
- Steinwand, Eduard (1890–1960), russlanddeutscher Pfarrer und Theologe
- Steinwand, Johann Fercher von (1828–1902), österreichischer Dichter
- Steinwand, Rudolf (1906–1982), deutscher Politiker (SED), MdV
- Steinwart, Anne (* 1945), deutsche Schriftstellerin
- Steinwart, Ingo (* 1970), deutscher Mathematiker und Hochschullehrer
- Steinwascher, Gerd (* 1953), deutscher Historiker und Archivar
- Steinwascher, Jörg (1945–1999), deutscher Motorbootrennfahrer
- Steinwascher, Volker (* 1943), deutscher Motorbootrennfahrer
- Steinway, Charles Herman (1857–1919), US-amerikanischer Klavierbauer und Industrieller
- Steinway, Theodore E. (1883–1957), US-amerikanischer Philatelist
- Steinway, William (1835–1896), deutschamerikanischer Klavierbauer, Geschäftsmann und PhilanthropWilliam Steinway (1835–1896)

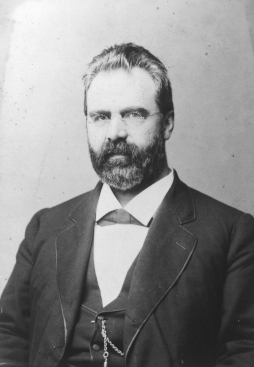
William Steinway (1835–1896)

### Steinwe
- Steinwede, Dietrich (* 1930), deutscher Religionspädagoge
- Steinwedel, Heinz (* 1938), deutscher Fußballspieler
- Steinwedel, Ulrich (* 1949), deutscher Richter am Bundessozialgericht
- Steinwedell, Nicole (* 1981), US-amerikanische Fernseh- und Filmschauspielerin
- Steinweden, Walter (1900–1990), deutscher Unternehmer
- Steinweeg, Georg Friedrich (1700–1762), deutscher lutherischer Theologe und Lehrer
- Steinweg, Heinrich (1797–1871), deutsch-amerikanischer KlavierbauerHeinrich Steinweg (1797–1871)

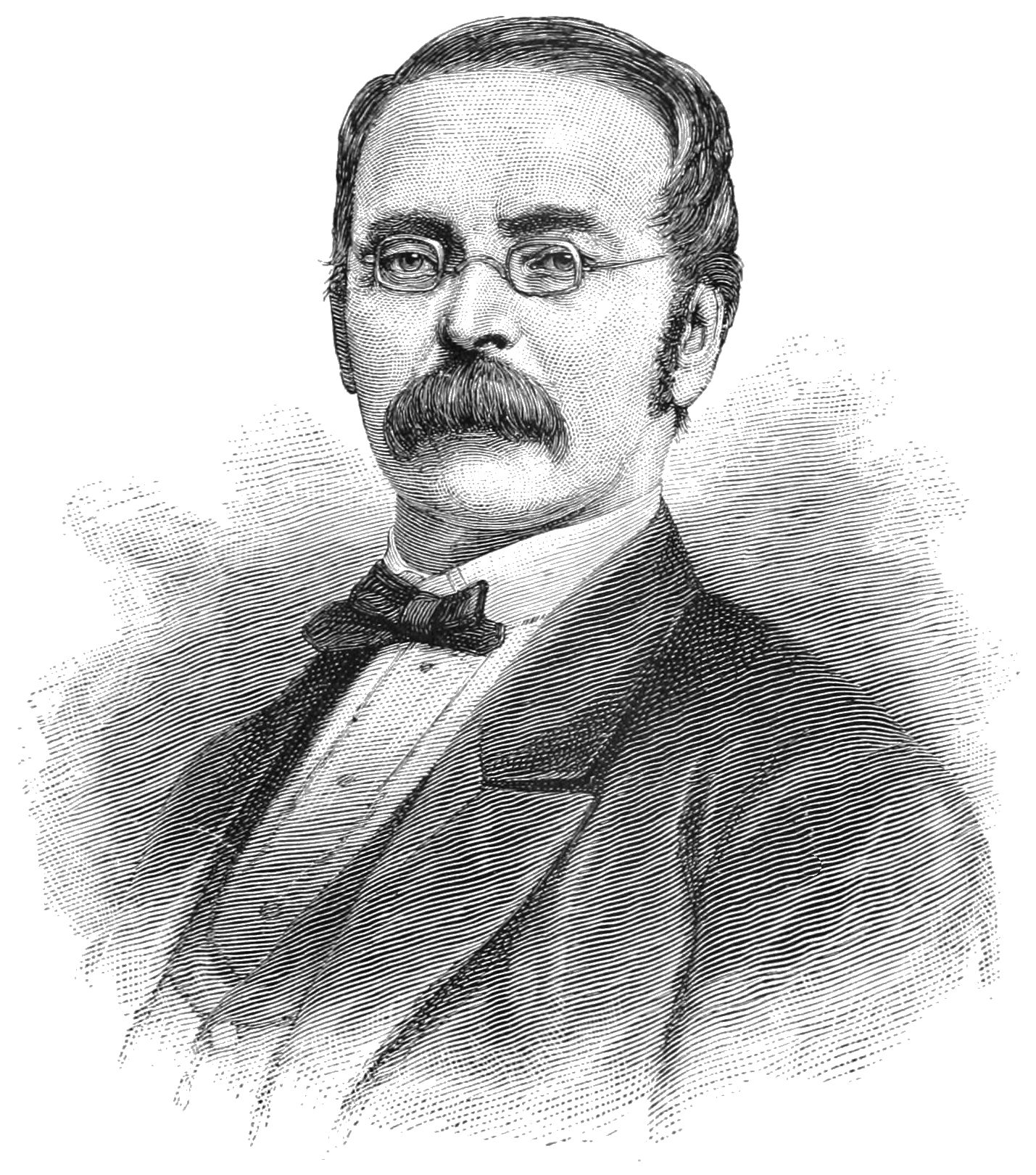
Heinrich Steinweg (1797–1871)

- Steinweg, Leo (1906–1945), deutscher Motorradrennfahrer
- Steinweg, Marcus (* 1971), deutscher Philosoph und Künstler
- Steinweg, Reiner (* 1939), deutscher Theaterpädagoge
- Steinweg, Rudolf (1888–1935), deutscher Rennfahrer
- Steinweg, Stefan (* 1969), deutscher Radsportler
- Steinweg, Theodor (1825–1889), deutsch-amerikanischer Musikinstrumentenbauer
- Steinweg, Walter (1899–1960), deutscher Schauspieler bei Bühne und Film
- Steinweg, Wolfgang (1947–2001), deutscher Journalist und Schriftsteller
- Steinwegs, Kurt-Friedhelm (* 1960), deutscher Serienmörder
- Steinwehr, Adolph von (1822–1877), deutsch-amerikanischer Offizier, Geograph und Kartograph
- Steinwehr, Friedrich Wilhelm von (1733–1809), preußischer Generalleutnant, Chef des Infanterie-Regiments Nr. 40
- Steinwehr, Gottfried Siegesmund von (1731–1797), preußischer Oberst und Chef der preußisch-pommersche Festungsartillerie
- Steinwehr, Hellmuth von (1874–1951), deutscher Physiker
- Steinwehr, Hippolytus († 1529), deutscher katholischer Priester
- Steinwehr, Johann Christian Wilhelm von (1711–1784), preußischer Generalmajor, Chef des Infanterieregiments Nr. 14, Amtshauptmann von Potsdam, Erbherr von Wellen
- Steinwehr, Wilhelm Ludwig Bogislav von (1774–1854), preußischer Generalleutnant und zuletzt Präses der Obermilitär-Examinationskommission
- Steinwehr, Wolf Balthasar Adolf von (1704–1771), deutscher Historiker und Rechtswissenschaftler
- Steinweis, Alan E. (* 1957), US-amerikanischer Historiker
- Steinweiss, Alex (1917–2011), US-amerikanischer Designer, Erfinder des Schallplattencovers
- Steinwender, Angelus (1895–1945), österreichischer Franziskaner und Widerstandskämpfer
- Steinwender, Arno (* 1976), österreichischer Spieleautor
- Steinwender, Daniel (* 1998), österreichischer Fußballspieler
- Steinwender, Dieter (* 1955), deutscher Unternehmer und Journalist
- Steinwender, Hans (1898–1991), österreichischer Politiker (WdU), Mitglied des Bundesrates
- Steinwender, Leonhard (1889–1961), österreichischer Geistlicher, Widerstandskämpfer und Autor
- Steinwender, Markus (* 1971), österreichischer Theaterschauspieler und -regisseur
- Steinwender, Michael (* 2000), österreichischer Fußballspieler
- Steinwender, Otto (1847–1921), österreichischer Lehrer und Politiker (DnP, GdP), Landtagsabgeordneter, Abgeordneter zum Nationalrat, Mitglied des Bundesrates
- Steinwender, Pascal (* 1996), deutscher Fußballspieler
- Steinwendner, Bernd (1939–2022), österreichischer Maler, Grafiker und Zeichner
- Steinwendtner, Brita (* 1942), österreichische Schriftstellerin
- Steinwenter, Artur (1888–1959), österreichischer Rechtshistoriker
- Steinwerth, Christian, deutscher Basketballtrainer

### Steinwi
- Steinwich, Lambert (1571–1629), deutscher Jurist und Diplomat, Bürgermeister von Stralsund (1616–1629)
- Steinwider, Arno (* 1968), österreichischer Flötist